# Barnacla (grano)

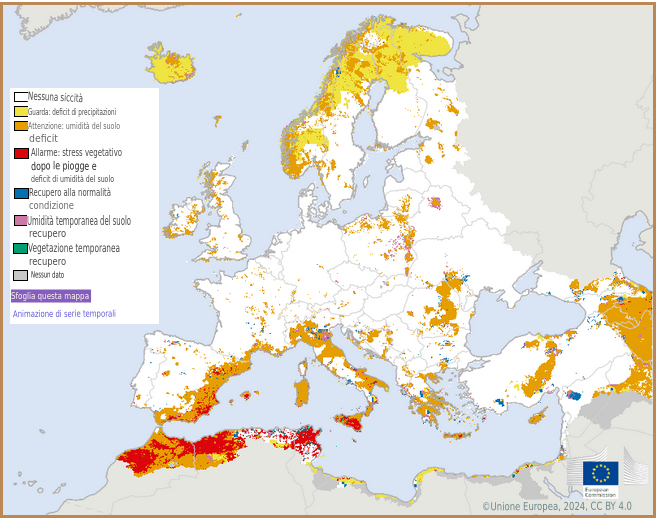
Mappa della siccità in Europa a gennaio 2024.

Il grano Barnacla è una varietà moderna di grano duro, selezionata da un gruppo di ricerca dell'ENEA del Centro di ricerca Casaccia, Roma, in collaborazione con il Centro internazionale di miglioramento del mais e del grano (CIMMYT) vicino a Ciudad Obregón a Sonora, Messico, al fine di resistere meglio di altre varietà di frumento allo stress idrico o stretta.

## Caratteristiche

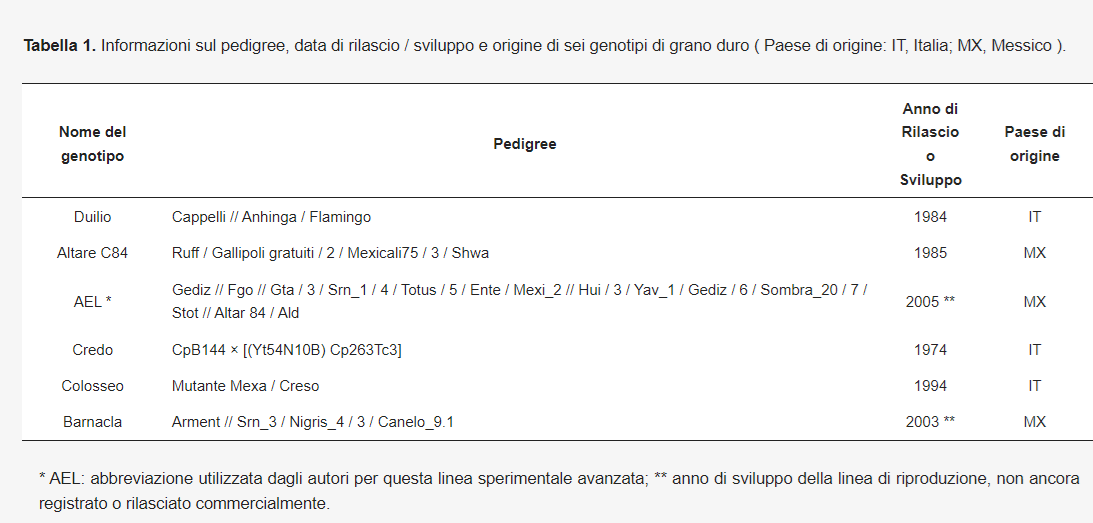
Informazioni sul pedigree, data di rilascio / sviluppo e origine di sei genotipi di grano duro (Paese di origine: IT, Italia; MX, Messico).
N.B.: nel testo erroneamente è indicato il Credo invece che Creso.

Meccanismi fisiologici coinvolti

La varietà Barnacla, linea sperimentale avanzata del 2003 (con il seguente peedigre: Arment//Srn 3/Nigris 4/3/Canelo 9), si caratterizza per la resistenza alla carenza d’acqua, mostrando come nella risposta allo stress idrico esiste una relazione tra un gene o più e la resa agronomica delle diverse varietà di grano duro.
In una ricerca del 2022, dove sono stati testati 3 varietà italiane e 3 varietà messicane, questa nuova varietà ha mostrato una diminuzione, in condizioni di stress idrici, del raccolto inferiore al 50% (3,1 t/h a irrigazione ridotta contro 5,8 t/h a piena irrigazione); mentre, usando il grano Creso come confronto si è osservato che quest'ultimo ha una resa di circa tre volte inferiore rispetto la piena irrigazione (1,8 t/h contro 5,3 t/h). Il Barnacla mostra una perdita di circa il 50% contro una perdita del 66% del Creso.
È noto che la tolleranza alla siccità è un tratto agronomico delle piante molto complesso, esso è controllato da molti geni.
Nella ricerca effettuata dall'Emea e dal CIMMYT, è stata individuata nell'espressione di un possibile gene bersaglio (Wdnh13) e del relativo fattore di trascrizione codificato: TdDRF1 (Triticum durum fattore reattivo di disidratazione 1) insieme altri geni chiave nei meccanismi regolatori, la risposta alla siccità nel grano duro.
La famiglia di fattori di trascrizione (TF) che legano gli elementi sensibili alla disidratazione (DREB) rappresenta uno dei principali attori coinvolti nelle risposte allo stress abiotico (disidratazione, freddo, alta salinità); questi fattori attivano le regioni promotrici di molti geni inducibili allo stress.
Questa varietà ha una notevole potenzialità di sviluppo, alla luce di ricerche che indicano come la domanda di grano dovrebbe aumentare del 60% entro il 2050, ma la produzione diminuirà del 29% a causa dei cambiamenti climatici.